# Jean-Bernard-Marie-Bertrand du Cor de Duprat de Damrémont
Jean-Bernard-Marie-Bertrand du Cor de Duprat de Damrémont, francoski general, * 1879, † 1958.